# مقاطعة مور (كارولاينا الشمالية)
مقاطعة مور (بالإنجليزية: Moore County)‏ هي إحدى مقاطعات ولاية كارولاينا الشمالية في الولايات المتحدة الأمريكية. مركز المقاطعة أو مقعدها هي مدينة كارثاج. تأسست هذه المقاطعة سنة 1784.أصل هذه المقاطعة يأتي من: مقاطعة كومبرلاند.

## أعلام
- بنجامين وليامز
- ألما هولاند بيرز
- جوليان بيرس
- أرشيبالد ماكنيل